# 1923年鐵路
此條目列出1923年發生有關鐵路運輸的事件。

## 事件

### 1月
- 1月1日：根據1921年鐵路法案（英语：Railway Acts 1921），不列顛島上所有主要鐵路都併入四大英國鐵路公司，分別是大西部鐵路、倫敦及東北鐵路、倫敦、米德蘭及蘇格蘭鐵路及南方鐵路[1]。
- 1月1日：平綏鐵路延長至包頭。
- 1月30日：加拿大國家鐵路吸納大主幹鐵路（英语：Grand Trunk Railway），並將部分位於美國的路線分拆成為大主幹西部鐵路（英语：Grand Trunk Western Railroad），加拿大國家鐵路以附屬鐵路型式營運大主幹西部鐵路[2]。
- 1月30日：柏林地鐵G1線通車。

### 4月
- 4月1日：山口線通車。

### 8月
- 8月1日：格拉斯哥市取得格拉斯哥地鐵[3]。

### 10月
- 10月11日：潮州線延長至溪州（今南州車站），改名為溪州線，宜蘭線北段南延至雙溪停車場（今雙溪車站）。

### 11月
- 11月5日：中央倫敦鐵路加設西阿克頓站、北阿克頓站。